# Perumbavoor
Perumbavoor es una ciudad y  municipio situada en el distrito de Ernakulam en el estado de Kerala (India). Su población es de 28110 habitantes (2011). Se encuentra a 35 km de Cochín.

## Demografía
Según el censo de 2011 la población de Perumbavoor era de 28110 habitantes, de los cuales 13775 eran hombres y 14335 eran mujeres. Perumbavoor tiene una tasa media de alfabetización del 96,01%, superior a la media estatal del 94%: la alfabetización masculina es del 97,50%, y la alfabetización femenina del 94,58%.